# Virganana herbida
Virganana herbida är en insektsart som beskrevs av Delong och Thambimuttu 1973. Virganana herbida ingår i släktet Virganana och familjen dvärgstritar. Inga underarter finns listade i Catalogue of Life.